# Bernardo (Fußballspieler, 1995)
Bernardo (* 14. Mai 1995 in São Paulo; voller Name Bernardo Fernandes da Silva Junior) ist ein brasilianischer Fußballspieler, welcher aktuell bei der TSG 1899 Hoffenheim unter Vertrag steht.

## Karriere
Bernardo begann seine Karriere bei Red Bull Brasil. Im Januar 2015 wurde er an AA Ponte Preta verliehen. Im Januar 2016 wechselte er nach Österreich zum FC Red Bull Salzburg. Sein Debüt gab er am 21. Spieltag 2015/16 im Spiel gegen den FC Admira Wacker Mödling.
Im August 2016 wechselte er zum deutschen Bundesligisten RB Leipzig, bei dem er einen bis zum 30. Juni 2021 gültigen Vertrag erhielt.
Zur Saison 2018/19 wechselte Bernardo in die englische Premier League zu Brighton & Hove Albion. Er unterschrieb einen Vertrag mit einer Laufzeit bis zum 30. Juni 2022. In zweieinhalb Jahren in Brighton kam er zu 39 Einsätzen in der Premier League.
Im Januar 2021 kehrte er leihweise zu Red Bull Salzburg zurück. Bis zum Ende der halbjährigen Leihe kam er zu 14 Bundesligaeinsätzen für die Salzburger, mit denen er, wie schon 2016 und 2017, das Double holte. Im Juli 2021 wurde er von Salzburg fest verpflichtet und erhielt einen bis Juni 2024 laufenden Vertrag. Bei Salzburg war er aber zumeist nur Rotationsspieler, in der Saison 2021/22 absolvierte er in der Bundesliga 19 Partien, in der Champions League kam er zu zwei Kurzeinsätzen. Mit Salzburg holte er erneut das Double. In der Spielzeit 2022/23 kam er zu 18 Ligaeinsätzen und in der Königsklasse spielte er viermal. Mit Red Bull wurde er 2022/23 Meister, den Cupsieg verpassten die Salzburger.
In der Sommervorbereitung für 2023/24 wurde Bernardo aussortiert und stand somit auch in den ersten Saisonspielen nicht im Kader. Im August 2023 kehrte der Verteidiger anschließend nach Deutschland zurück, wo er beim Bundesligisten VfL Bochum einen bis 2025 laufenden Vertrag erhielt. In Bochum traf er auf Trainer Thomas Letsch, der ihn bei Liefering trainierte.
Zur Saison 2025/26 wechselte Bernardo zur TSG 1899 Hoffenheim.

## Sonstiges
Sein gleichnamiger Vater (* 1965) war brasilianischer Nationalspieler und war 1991 in der Bundesliga beim FC Bayern München aktiv.

## Erfolge
- Österreichischer Meister: 2016, 2017, 2021, 2022, 2023
- Österreichischer Cup-Sieger: 2016, 2017, 2021, 2022
- Deutscher Vizemeister: 2017